# Naturwildpark Freisen

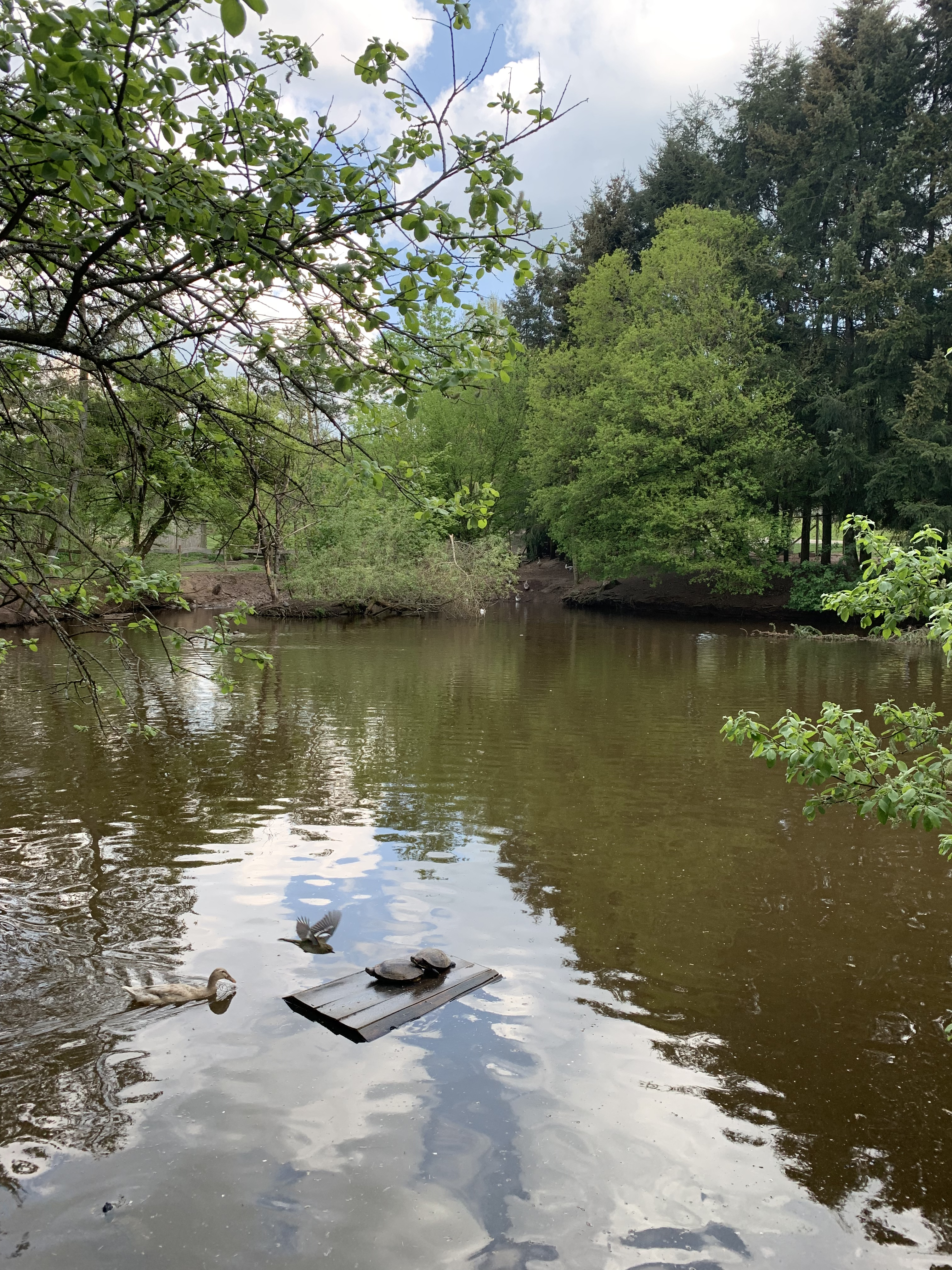

Der Naturwildpark Freisen ist ein Wildpark im saarländischen Ort Freisen. Er wurde 1999 von Horst und Liesel Broszeit eröffnet.

## Tierbestand
Der Naturwildpark Freisen beheimatet derzeit (Stand April 2017) Zwergziegen, Schweine, Walliser Ziegen, Präriehunde, Esel, Thüringer Waldziegen, Wapitis, Elche, Störche, Waschbären, Marderhunde, Füchse, Fischotter, Rotwild, Sikas, Damwild, Waldrappen, Steinböcke, Murmeltiere, Hühner, Lamas, Rentiere, Kängurus, Berberaffen, Nasenbären, Polarfüchse und Emus. Außerdem gibt in dem Park eine Teichanlage mit Enten und Gänsen und eine Falknerei mit Adlern, Eulen, Bussarden und Geiern.

## Falknerei
In der Falknerei kann man Weißkopfseeadler, Falken, Steppenadler, verschiedene Geierarten, Uhus, Eulen und viele andere Greifvögel beobachten. Im Sommer finden zudem Flugshows statt.

## Besonderheit
Einige der Tiere, zum Beispiel Rotwild, Sikas, Damwild sowie die Hängebauchschweine und Präriehunde laufen frei herum und können die Besucher auf dem 1,8 km langen Rundweg begleiten. Zudem kann an täglichen Raubtierfütterungen teilgenommen werden.

## Sonstiges
Zum Naturwildpark gehört auch ein Restaurant mit Spielplatz. Es werden dort auch das Elchfest, das Herbstfest und ein Mittelalterspektakel veranstaltet.